# Hermann Zabel
Hermann Zabel (22. září 1832 Neu-Katzow – 26. dubna 1912 Gotha) byl německý botanik. 

## Život a kariéra
Zabel byl specialistou na dendrologii. V letech 1854 až 1860 působil jako asistent v botanické zahradě a muzeu v Greifswaldu. V letech 1869 až 1895 byl ředitelem lesnické akademie v Hannoversch Münden. Rostlinný rod Zabelia z čeledi zimolezovité nese na jeho jméno.

## Dílo
- Die strauchigen Spiräen der deutschen Gärten, 1893